# Сказочная тайга
«Сказочная тайга» — песня группы «Агата Кристи» из альбома «Опиум», записанная в 1994 году. Является одной из самых популярных песен в творчестве коллектива, а также (вместе с песней «Как на войне») их второй «визитной карточкой». Слова написаны Глебом Самойловым, музыка — Александром Козловым.

## О песне
Песня «Сказочная тайга» началась с мелодии, которую сочинил Александр Козлов, сооснователь и клавишник группы. Изначально она была не слишком похожа на конечный вариант. В ходе репетиций оказалось, что у мелодии есть сходство с песней из кинофильма «Иван Васильевич меняет профессию» «Звенит январская вьюга». Чтобы отметить это сходство, коллектив специально снял клип, в котором участвует группа актёров из комедии Леонида Гайдая: Леонид Куравлёв, Юрий Яковлев, Александр Демьяненко, Наталья Селезнёва и Наталья Крачковская, которые по сюжету собираются в кинозале и смотрят фильм спустя двадцать лет после его выхода на экраны. Сам клип посвящён памяти Гайдая, скончавшегося за год до выхода альбома «Опиум».
Режиссер видеоклипа — Виктор Конисевич. Участники группы практически не участвовали в съёмках. На сцене группу снимал режиссёр Юрий Морозов.
В тексте «Сказочной тайги» встречаются аллюзии, отсылки к известным произведениям и заимствованные строки: «когда я на почте служил ямщиком» (русская песня по стихотворению Леонида Трефолева), «значит, нам туда дорога» (песня «Дорога на Берлин» на слова Евгения Долматовского, которую спел Леонид Утёсов).
В жутковатом втором куплете «Сказочной тайги», как объясняли авторы песни, подразумеваются опасности, подстерегающие тунгусов на охоте. Якобы снег розовый от крови несчастных, растерзанных дикими животными, а сатана «собирает свежие души», потому что коренные жители тех краев некрещёные.
Если мелодию «Сказочной тайги» музыканты посвятили фильмам Леонида Гайдая, то текст — Александру Сергеевичу Пушкину. Сами члены группы «Агата Кристи» называют песню «эстетской шуткой».
Песня заняла 65-е место в списке 100 лучших песен русского рока по версии радиостанции «Наше радио», озвученном 31 декабря 1999 года.
Кавер-версия песни была исполнена Настей Полевой в 2001 году в качестве трибьюта скончавшемуся Александру Козлову.

## Фильмография
Песня вошла в саундтрек к фильму Квартета И «Быстрее, чем кролики» и сериалу «Озабоченные, или Любовь зла».